# Viadukt Ballochmyle
Viadukt Ballochmyle je nejvyšší železniční viadukt v Británii. Vede železnici přes River Ayr ve Východním Ayrshiru ve Skotsku, poblíž měst Mauchline a Catrine.
Má sedm oblouků; hlavní oblouk je 50 metrů nad řekou Ayr. Oblouky jsou všechny polokruhovité, s obloukovým kruhem postaveným z tvrdého kamene z lomu nedaleko Dundee, ale pro zbytek konstrukce byl použit lokální červený pískovec. Most je stále používán a byl modernizován, aby se vyrovnal s těžkými vlaky bez změny vnějšího vzhledu. Nese dvojitou železniční dráhu přes řeku přibližně mezi Mauchline a Catrine.
Viadukt navrhl inženýr John Miller z Edinburghu pro železnice Glasgow, Paisley, Kilmarnock and Ayr Railway. Tato železnice byla severní částí trati z Glasgow do Carlisle přes Kilmarnock. Inženýr pro stavbu byl William McCandlish a dodavatelem byli Ross & Mitchell. Stavba kamenného mostu byla zahájena v březnu 1846 a poslední kámen byl umístěn 2. března 1848, ale samotná železnice nebyla dokončena do roku 1850. V době své výstavby to byl největší zděný oblouk na světě. Viadukt byl v lednu 1989 uveden jako chráněná stavba kategorie A.
Zahrál si ve filmu Mission:Impossible (1996). V roce 2014 byl označen jako National Historic Civil Engineering Landmark.